# معجزات المسيح الشفائية

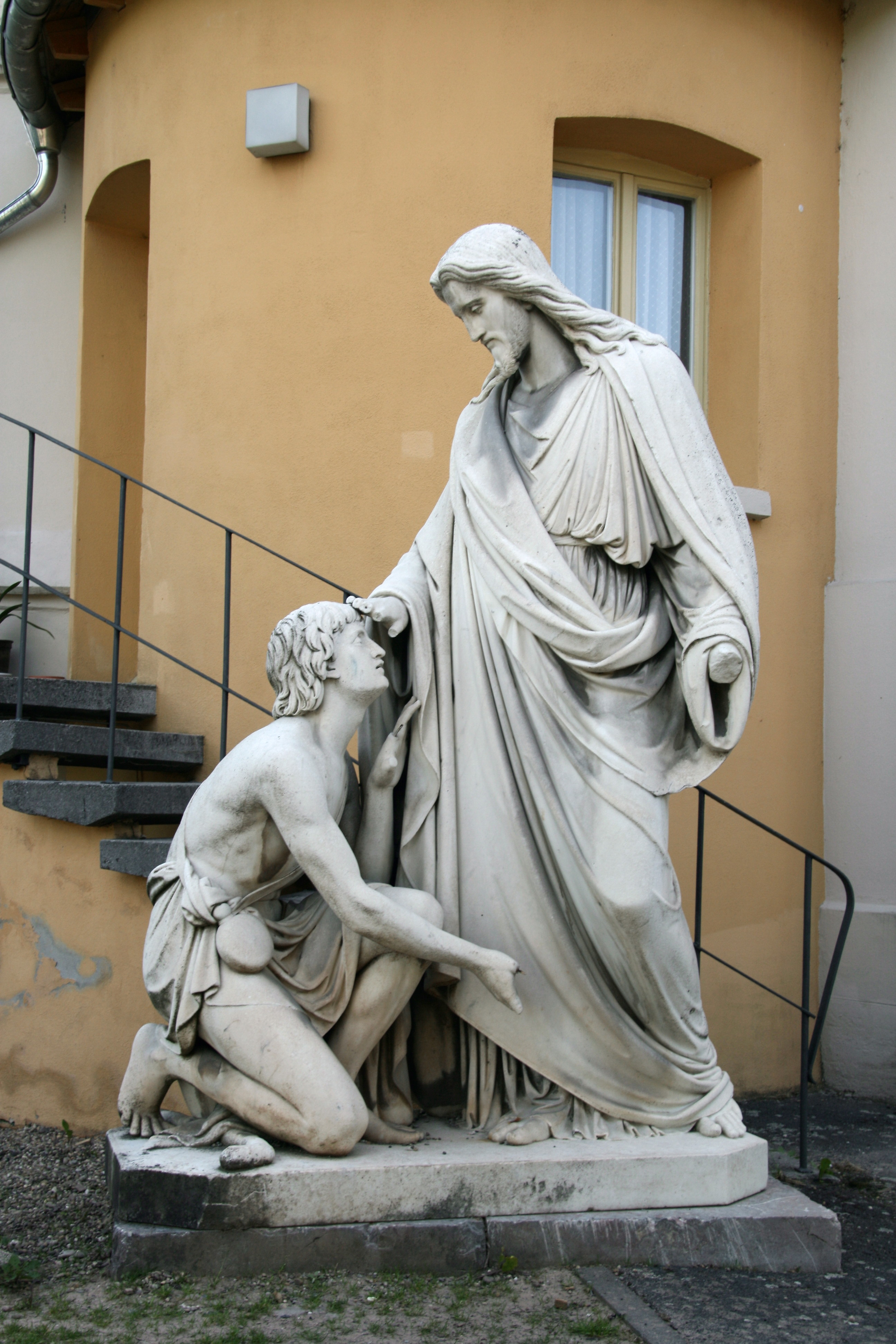
منحوتة تظهر شفاء المسيح لبارتيماوس - الأعمى ابن الأعمى، كما هو مذكور في إنجيل مرقس.

معجزات المسيح الشفائية، هي المعجزات التي قام بها المسيح بإبراء مرضى من مختلف أنواع العاهات والأمراض، خلال مرحلة نشاطه العلني. 
وحسب الرواية الرسمية للعهد الجديد فقد اجترح المسيح عددًا كبيرًا من المعجزات والأعاجيب، بل إن معجزاته لا سيّما الشفائية منها، لم تسجل كلها لكثرتها، وكان الشفاء يتم بالكلمة فقط أو اللمسة، وكانت النبؤات السابقة للمسيح، قد أشارت لقدرة المسيح على اجتراح المعجزات حين يأتي. لم تكن المعجزات هي غاية يسوع، فإن الأناجيل تذكر أنه أمر بعضًا من الذين شفاهم بالصمت (متى 9: 30)، ووبخ الفريسيين لطلبهم آية (مرقس 8: 11-12)، والسبب الأبرز في تفسير ذلك، أنه لم يكن غرض المسيح أن يعرف كصانع عجائب أو طبيب، وأهمال الجانب الروحي في الأمر، وكان يكرر بأن الإيمان هو من يشفي، فضلاً أن الهدف الرئيسي للمعجزت هو إظهار سلطته، والدليل على أصله العلوي وتأييد السماء له. وإن كانت هذه المعجزات، جزءًا أصيلاً من رسالته، ودليلاً على قدرته، وأنها سبب فرح للجموع (لوقا 13: 17)، وذهولهم (لوقا 9: 43)، وكانت في كثير من الأحيان سبب إيمانهم (يوحنا 2: 23)، بل والتعجب أيضًا: ما شوهد مثل هذا قط من قبل (متى 9: 33).
كما تهدف ولتأكيد الأقوال بالأفعال، ولأنه «كما كلامه يشفي الروح، فإن لمسته تشفي الجسد» حسب نظرة اللاهوت المسيحي. المسيح، هو أكثر من اجترح معجزات شفائية، من بين روايات جميع قصص الأنبياء المذكورة في الكتاب المقدس.

## المعجزات حسب العهد الجديد

### الشفاء الجماعي
حوادث الشفاء الجماعي، تذكرها الأناجيل دون الغوض في تفاصيل ما حدث، وغالبًا ما تكون المعجزة قد أصابت جميع طالبيها لا شخصًا واحدًا فحسب.
| - إنجيل متى 4: 24؛ "فحمل الناس إليه مرضاهم، المعانين من الأمراض والأوجاع على اختلافها، فشفاهم جميعًا، والمسكونين بالشياطين والمصرعيون والمشلولين فشفاهم جميعًا. - إنجيل متى 8: 16؛ «وعند حلول المساء، أحضر إليه الناس، كثيرين من المسكونين بالشياطين، فكان يطرد الشياطين بكلمة منه، وشفى المرضى جميعًا». - إنجيل متى 15: 29-31؛ «توافدت إليه جموع كثيرة، ومعهم عرج ومشلولون، وعمي وخرس، وغيرهم كثيرين، طرحوهم عند قدميه فشفاهم، فدهشت الجموع، إذ رؤوا الخرس ينطقون، والمشلولين أصحاء، والعرج يمشون، والعمي يبصرون، ومجدوا إله إسرائيل». | - إنجيل مرقس 6: 56، «وأخذوا يحلمون من كانوا مرضى على فرش، إلى كل مكان يسمعون أنه فيه، وأينما دخل، إلى القرى أو المدن أو المزارع، وضعوا المرضى في الساحات العامة، متوسلين إليه، أن يلمسوا لو طرف ردائه، فكان كل من يلمسه يشفى». - إنجيل لوقا 5: 17، «وقد أتوا من كل قرية في الجليل واليهودية ومن أورشليم، وظهرت قدرة الرب لتشفيهم». |

### البرص
كان البرص مرضًا يطلق على طائفة واسعة من الأمراض الجلدية المعاصرة، وكان مرضًا مخيفًا بالنسبة للمجتمعات لقديمة، لأنه ينتقل بالعدوى، ولا شفاء منه، وحسب شريعة موسى ومجتمعات أخرى في الشرق القديم، فإن البرص كانوا ينفون إلى خارج المدن والقرى، معزولين عن العالم الطبيعي حتى الموت أو الشفاء، والأبرص يعتبر نجسًا في جميع أيام حياته.
| - الأبرص الذي قال له: «يا سيد، إن كنت تريد، فأنت قادر أن تطهرني» - متى 8: 1-4؛ مرقس 1: 40-42؛ لوقا 5: 12-16. | - البرص العشرة - لوقا 17: 11-19. |

### العمى، الصمم، الخرس
| - الأعميين - متى 12: 22؛ مرقس 3: 20؛ لوقا 11: 14. - أعميي أريحا - متى 20: 29-34؛ لوقا 18: 35-43. - باريتماوس، الأعمى ابن الأعمى - مرقس 10: 46-52. | - الأعمى منذ ولادته - يوحنا 9: 1-12. - الأخرس الذي يسكنه شيطان - متى 9: 32-33. - الأصم المعقود اللسان - مرقس 7: 21- 37. |

### الشلل
| - المشلول الذي نقب أهله السقف ودلّوه - متى 9: 1-8؛ مرقس 2: 1-12؛ لوقا 5: 17-26. | - الرجل ذي اليد اليابسة - متى 12: 9-13؛ مرقس 3: 1-6؛ لوقا 6: 6-11. |

### حوادث أخرى
| - حماة بطرس - متى 8: 14-17؛ مرقس 1: 29-34؛ لوقا 3: 38-41. - المصروع - متى 17: 14-21؛ مرقس 9: 14-29؛ لوقا: 37-43. - خادم قائد المئة الذي أشرف على الموت - متى 8: 5-13؛ لوقا 7: 1-10. - المرأة الحدباء - لوقا 3: 10-17. | - الرجل المصاب بالاستسقاء، لوقا 814: 1-6. - ابن رجل من حاشية الملك - يوحنا 4: 43-54. - ملخس الذي قطع بطرس أذنه فأعادها المسيح مكانها - يوحنا 18: 10-11. |